# Když se čerti rojili
Když se čerti rojili je česká TV pohádka z roku 1966.

## Základní informace
| Název       | Když se čerti rojili |
| Rok         | 1966                 |
| Délka       | 78 minut             |
| Režie       | Ludvík Ráža          |
| Typ         | TV film              |
| Distributor | ČST                  |
| Barevný     | NE                   |

## Děj
Pohádka je rozdělena na tři části: V první části vezme do pekla tři sestry Mařku, Káču a Aničku. Jedině Anička byla chytrá a šikovná dívka, která dokázala sebe i sestry zachránit a ještě domů přinést pár zlaťáků.
Druhá část je o čertu Žahanovi. Švec Holínka má půvabnou dcerku na vdávání. Ženich Tonek ale požadoval věno, které neměli. Otec se už na to nemohl dívat a proto se vydal do světa, kde na poli narazil na čerta, který tam spí a u sebe má kabelu tolarů. Neodolal a peníze si odnesl, aby Anička se mohla vdát, jenže čerti o něm už věděli.
Třetí část je o neposedné princezně, která protancuje několikery střevíce a proto se přihlásí vysloužilý husar, který ji ohlídá, jenže princezna je tak neposedná, že mu uteče až do pekla.

## Obsazení
| Herci              | Postavy                    |
| ------------------ | -------------------------- |
| Jaroslav Marvan    | Marbuel                    |
| Vladimír Huber     | školník                    |
| Jiří Novotný       | čert Vrtichvost            |
| Josef Kepka        | čert Baňásek               |
| Stanislav Fišer    | čert Ječidlo               |
| Ilja Racek         | čert - myslivecký mládenec |
| Marie Rosůlková    | čertí bába                 |
| Jitka Zelenohorská | Mařenka                    |
| Hana Blachutová    | Kačenka                    |
| Zdena Hadrbolcová  | Anička                     |
| Ferdinand Krůta    | švec Holínka               |
| Božena Böhmová     | ševcová Holínková          |
| Zuzana Procházková | Amálka                     |
| Josef Bláha        | čert Žahan                 |
| Václav Trégl       | Lucifer                    |
| Jana Drbohlavová   | princezna                  |
| Alena Kreuzmannová | služka                     |
| Čestmír Řanda      | král                       |
| Jaroslav Mareš     | husar                      |
| Ladislav Šimek     | sedlák                     |
| Arnošt Faltýnek    | sedlák                     |
| Antonín Jedlička   | člen pekelné kapely        |
| Karel Čížek        | člen pekelné kapely        |
| Václav Bouška      | člen pekelné kapely        |

## Štáb
| Čerti               | O. Král, J. Merta, T. Němeček, J. Valchář, K. Knoch, L. Glaser, V. Nový, V. Mařík, P. Ždichynec a L. Turoci |
| Scénář              | Jiří Cirkl                                                                                                  |
| Choreografie        | Zdeněk Doležal                                                                                              |
| Kostýmy             | Marie Malečková                                                                                             |
| Masky               | Jitka Pazderová                                                                                             |
| Dále spolupracovali | M. Chocholková, V. Kaladžiev, J. Cimický, J. Hever a S. Sinkule                                             |
| Skript              | Magda Sirová                                                                                                |
| Asistent režie      | Klema Kavánková a Viktor Riebauer                                                                           |
| Kamera              | Alexandr Rašilov                                                                                            |
| Zvuk                | Karel Dittrich                                                                                              |
| Střih               | Karel Kohout                                                                                                |
| Výroba              | Marcella Landischová a Dagmar Hornerová                                                                     |
| Hudba               | Ladislav Simon                                                                                              |
| Výtvarník           | Ivo Houf |
| Hlavní kameraman    | Eduard Landisch                                                                                             |

## Historie vysílání
Sobota 18.6.2016 - ČT 1 (7:50)